# Novica
Novica (łac. Diocesis Novicensis) – stolica historycznej diecezji we Cesarstwie rzymskim w prowincji Mauretania Cezarensis, zlikwidowana w VII w. podczas ekspansji islamskiej, współcześnie w północnej Algierii. Obecnie katolickie biskupstwo tytularne. 

## Biskupi tytularni
| Lp. | Biskup              | Funkcja                             | Od               | Do                |
| --- | ------------------- | ----------------------------------- | ---------------- | ----------------- |
| 1   | Angelo Pedroni      | nuncjusz apostolski                 | 7 kwietnia 1965  | 24 czerwca 1992   |
| 2   | Thomas Tobin        | biskup pomocniczy Pittsburgha (USA) | 3 listopada 1992 | 5 grudnia 1995    |
| 3   | Stanisław Ryłko     | urzędnik Kurii Rzymskiej            | 20 grudnia 1995  | 24 listopada 2007 |
| 4   | Jude Thaddeus Okolo | nuncjusz apostolski                 | 2 sierpnia 2008  |                   |